# Mesiphiastus laterialbus
Mesiphiastus laterialbus är en skalbaggsart som beskrevs av Stefan von Breuning 1970. Mesiphiastus laterialbus ingår i släktet Mesiphiastus och familjen långhorningar. Inga underarter finns listade i Catalogue of Life.